# Misioneras de Nuestra Señora de África
La Congregación de Hermanas Misioneras de Nuestra Señora de África, conocida comúnmente como Misioneras de Nuestra Señora de África (en francés: Sœurs Missionnaires de Notre-Dame d’Afrique), es una congregación religiosa católica femenina de derecho pontificio, fundada por el misionero y cardenal Charles Martial Lavigerie en 1869 en Argel. A las misioneras de este instituto se les conoce como hermanas blancas por el color de su hábito, y posponen a sus nombres las siglas S.M.N.D.A.

## Historia

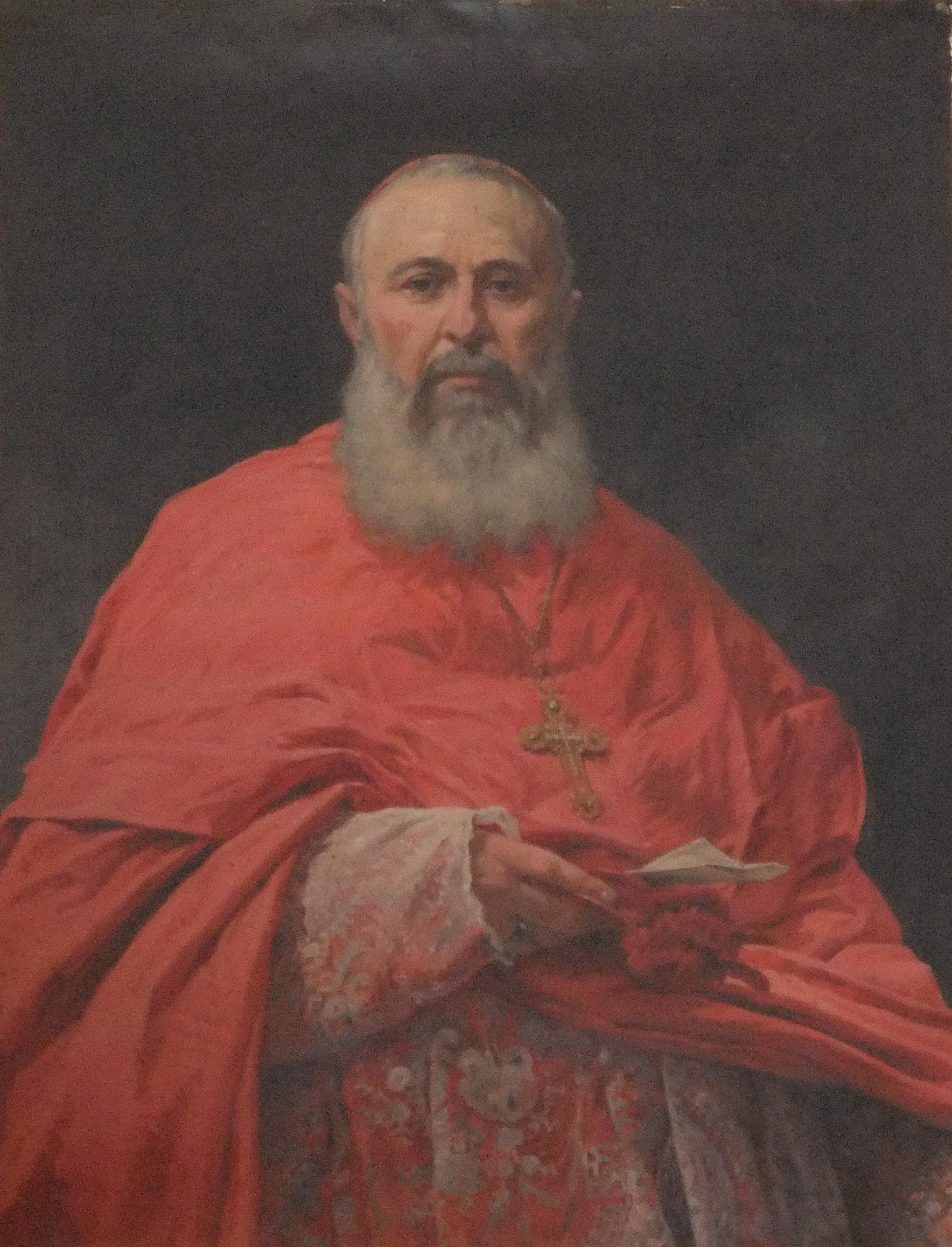
Charles Martial Lavigerie (1825-1892), fundador de la congregación

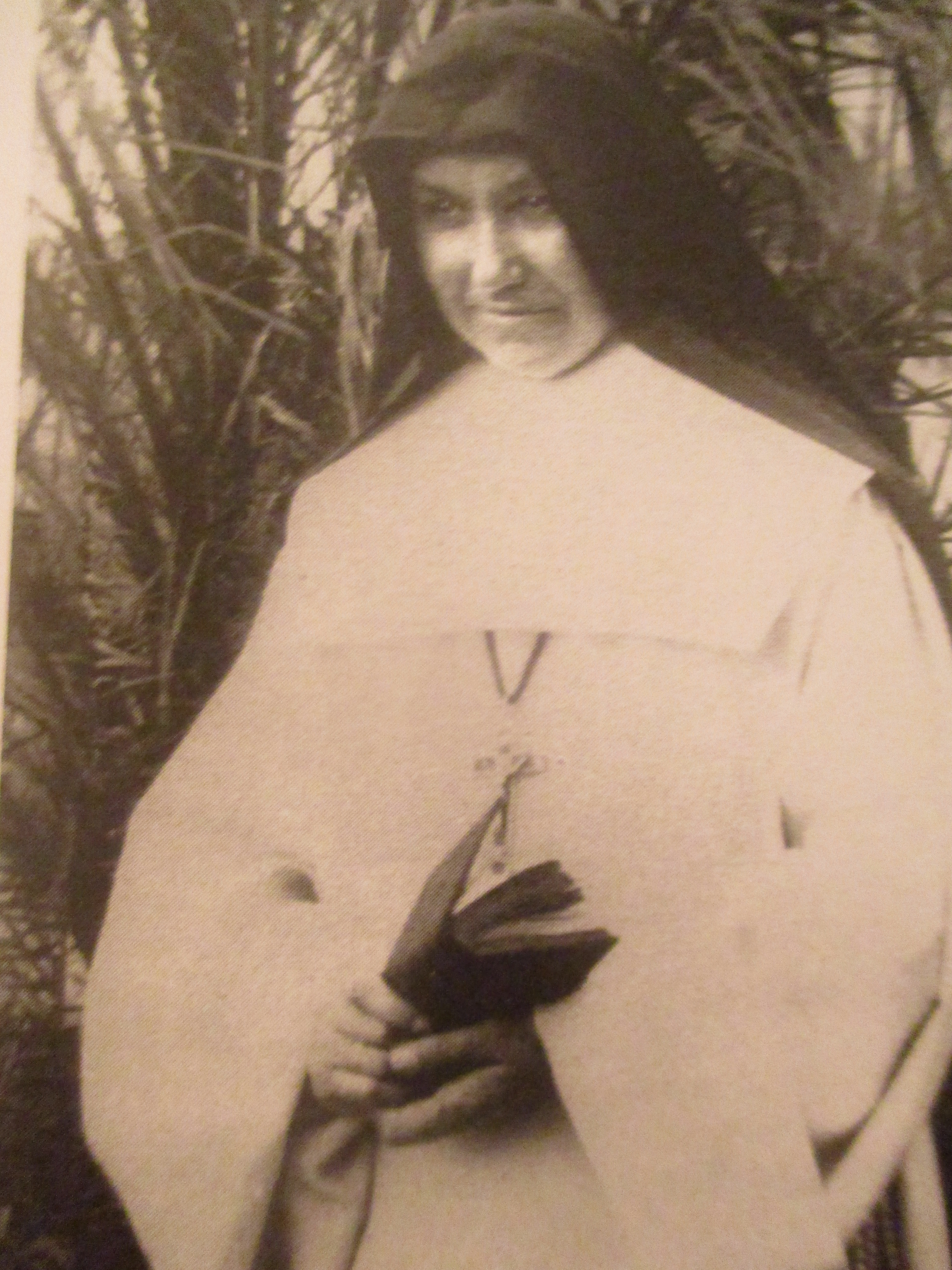
Madre María Salomé.

Luego de haber fundado la Sociedad de los Misioneros de África, el cardenal Charles Martial Lavigerie para asistir a los enfermos de las epidemias que habían azotado Argel y sus alrededores, hizo venir de Francia un grupo de postulantes, provenientes de dos congregaciones, las Hermanas de San Carlos Borromeo de Nancy y las Hermanas de la Asunción. Las hermanas se establecieron en la ciudad de Kouba, al norte de Argelia donde iniciaron su noviciado en 1869. Ante las dificultades que se presentaron a inicios de la comunidad, Lavigerie, pensó en unir las religiosas a las Franciscanas Misioneras de María. Sin embargo en 1874, la comunidad de Kouba tomó el mismo carisma de los padres blancos y se convirtieron en un instituto de derecho diocesano, con la aprobación del mismo cardenal.
El primer capítulo general de las hermanas blancas se hizo en 1882 donde eligieron a Marie-Renée Roudaut (Madre María Salomé) como superiora general del naciente instituto. El 24 de abril de 1887 fueron admitidas como congregación de derecho pontificio por la Santa Sede.

## Organización
Las hermanas blancas se dedican a las misiones ad gentes especialmente en medio de la población musulmana femenina, por la imposibilidad en esas naciones de relacionarse con hombres que no sean de la propia familia. En los lugares donde están establecidas tienen colegios y hospitales.
El instituto es centralizado y el gobierno recae en la superiora general y su consejo. En la actualidad el cargo lo ostenta la religiosa maltesa Carmen Sammut.
En 2015, la congregación contaba con unas 727 religiosas y unas 97 comunidades presentes en Alemania, Argelia, Bélgica, Burquina Faso, Burundi, Canadá, Chad, España, Estados Unidos, Filipinas, Francia, Ghana, Italia, Kenia, Malawi, Mali, Mauritania, México, Mozambique, Países Bajos, Reino Unido, República Democrática del Congo, Ruanda, Suiza, Tanzania, Túnez, Uganda y Zambia. La curia general se encuentra en Roma.